# Crassula glomerata
Crassula glomerata là một loài thực vật có hoa trong họ Crassulaceae. Loài này được P.J.Bergius miêu tả khoa học đầu tiên năm 1767.